# Baltiïski
Baltiïski (en rus: Балтийский) és un poble (un possiólok) del krai de Stàvropol, a Rússia, que en el cens del 2010 tenia 1.632 habitants. Pertany al districte rural de Kurskaia.